# Artūras Žurauskas
Artūras Žurauskas (ur. 20 sierpnia 1961 w Malatach) – litewski prawnik i wykładowca uniwersytecki, dyplomata, od 2016 ambasador Republiki Litewskiej w Rydze. 

## Życiorys
W 1984 ukończył studia na Wydziale Prawa Uniwersytetu Wileńskiego. Podjął pracę w wydziale śledczym Ministerstwa Spraw Wewnętrznych Litewskiej SRR. Od 1987 do 1989 pracował w Akademii Ministerstwa Spraw Wewnętrznych ZSRR jako aspirant, po powrocie na Litwę w 1989 nauczał w analogicznej placówce rangi republikańskiej. Po 1990 znalazł się wśród wykładowców Litewskiej Akademii Policyjnej. W 1993 przeszedł do służby w Ministerstwie Spraw Zagranicznych, gdzie do 2000 pełnił funkcję wicedyrektora Departamentu Konsularnego, a w latach 2000–2001 był jego dyrektorem. 
W 2001 otrzymał nominację na ambasadora nadzwyczajnego i pełnomocnego w Chińskiej Republice Ludowej, Republice Korei, Mongolii oraz Wietnamie. W 2006 został przeniesiony na analogiczną placówkę w Grecji i Bułgarii z rezydencją w Atenach, był również akredytowany w Albanii i na Cyprze. Po powrocie do kraju stał na czele Departamentu Prawa i Traktatów Międzynarodowych (2010–2012), zaś później przez rok był ambasadorem w Azerbejdżanie (2012–2013). W 2016 roku objął stanowisko ambasadora Litwy na Łotwie. 
Deklaruje znajomość języków angielskiego, polskiego i rosyjskiego. 